# Gunnar Wille
Gunnar Anton Wille (født 5. november 1946) er en dansk børnebogsforfatter og tegner. Han har blandt andet skrevet og tegnet bøgerne om "Skrumpen fra det ydre rum" og "Magiske Mads", og sammen med Per Nielsen skabte han tv-serierne Skrumpen fra det ydre rum og Familien Fab.
Han er onkel til Marie Louise Wille.

## Filmografi
Instruktør
- Kval
- Fortabt i rummet (1998)
- Passionens vindue (2003)

Stemmearbejde
- Princess (2006)